# Friedrich Kurze
Friedrich Kurze (* 3. Juli 1863 in Steigra; † 1915) war ein deutscher Historiker.

## Leben
Friedrich Kurze besuchte von 1875 bis 1881 die Landesschule Pforta und studierte dann bis 1883 in Leipzig, später in Halle klassische Philologie, Geschichte und Germanistik. Am 18. Oktober 1886 in Halle wurde er zum Dr. phil. promoviert und bestand dort im November desselben Jahres das philologische Staatsexamen. Das Probejahr leistete er von 1886 bis 1887 am Gymnasium zu Torgau ab. 1889 trat er in das Lehrerkollegium des Gymnasiums zu Stralsund ein. 1892 wurde er an das Luisengymnasium Berlin versetzt.

## Schriften (Auswahl)
- Die Entwicklung des Papsttums bis auf Gregor VII. Leipzig 1913.
- Der Streit zwischen Kaisertum und Papsttum. Leipzig 1913.
- Hrsg.: Annales Fuldenses sive Annales regni Francorum orientalis, Hannover 1891, Nachdruck Hannover 1978, ISBN 3-7752-5303-3.
- Hrsg.: Annales regni Francorum inde a. 741 usque ad 829, qui dicuntur Annales Laurissenses maiores et Einhardi, Hannover 1895, Nachdruck Hannover 1950.
- Hrsg.: Reginonis abbatis Prumiensis chronicon cum continuatione Treverensi, Hahn, Hannover 1890, Nachdruck Hannover 1989, ISBN 3-7752-5313-0.